# Lechriodus aganoposis
Lechriodus aganoposis és una espècie de granota que viu a Indonèsia i Papua Nova Guinea.